# Smorodîne, Vilneansk
Smorodîne (în ucraineană Смородине) este un sat în orașul raional Vilneansk din raionul Vilneansk, regiunea Zaporijjea, Ucraina.

## Demografie
Componența lingvistică a localității Smorodîne
     Ucraineană (77,5%)
     Rusă (22,5%)
Conform recensământului din 2001, majoritatea populației localității Smorodîne era vorbitoare de ucraineană (77,5%), existând în minoritate și vorbitori de rusă (22,5%).